# Denis Malbrand
Denis Malbrand, né le 22 décembre 1930 à Rennes et mort le 29 juillet 2010 à Vannes, était un aviateur français. Il fut pilote de ligne à Air France et pilote d'essai chez Dassault Aviation.

## Distinctions
- Chevalier de la Légion d'honneur[3]

« M. Malbrand (Denis, Charles), chef adjoint d'un centre d'instruction de pilotes ; 37 ans d'activités professionnelles et de services militaires. »